# SES S.A.
A SES (originalmente Société Européenne des Satellites) é uma companhia internacional proprietária e operadora de satélites de telecomunicações com sede em Betzdorf, Luxemburgo e está listada na Luxemburg Stock Exchange e Euronext Paris sob o símbolo SESG. É parte dos índices LuxX Index, CAC Next 20 e Euronext 100.
A SES é o maior operador de satélites de telecomunicações por renda e opera uma frota de 55 satélites geoestacionários, sendo capaz de alcançar 99% da população mundial. Estes satélites oferecem serviços de comunicação via satélite a empresas e agências governamentais, e transmite canais de televisão e rádio a consumidores em todo o mundo. Até setembro de 2011, transmitia mais de 5,900 canais a 245 milhões de casas ao redor do mundo.
Em 01 de março de 1985 foi fundada originalmente como Société Européenne des Satellites, posteriormente em 2001 a companhia foi renomeada para SES Global e em 2006 foi revertida para SES.
A SES é um dos líderes do mercado mundial de serviços de comunicações por satélite e pioneira em muitos acontecimentos importantes da indústria. A SES foi pioneira em transmissões direct-to-home, emissões FTA, colocalização de satélites, transmissão digital e televisão de alta definição.

## Satélites
Os seguintes satélites ativos são de propriedade e operados pela SES
| Satélite | AMC-1    | AMC-2    | AMC-3    | AMC-4    | AMC-6     | AMC-7    | AMC-8    | AMC-9    | AMC-10   | AMC-11   | AMC-15   | AMC-16   | AMC-18   | AMC-21   |          |          |          |          |          |
| Posição  | 103°W    | 81°W     | 67°W     | 67°W     | 72°W      | 137°W    | 139°W    | 83°W     | 135°W    | 131°W    | 105°W    | 85°W     | 105°W    | 125°W    |          |          |          |          |          |
| ASTRA    |          |          |          |          |           |          |          |          |          |          |          |          |          |          |          |          |          |          |          |
| Satélite | Astra 1D | Astra 1F | Astra 1G | Astra 1H | Astra 1KR | Astra 1L | Astra 1M | Astra 1N | Astra 2A | Astra 2B | Astra 2C | Astra 2D | Astra 2E | Astra 2F | Astra 2G | Astra 3A | Astra 3B | Astra 4A | Astra 5B |
| Posição  | 47,3°E   | 44,5°E   | 59,9°E   | 47,7°W   | 44,5°E    | 19,2°E   | 19,2°E   | 19,2°E   | 28,2°E   | 31,5°E   | 60,3°E   | 57,2°E   | 28,2°E   | 28.2°E   | 28.2°E   | 176.85   | 23.5°E   | 5°E      | 31,5°E   |
| NSS      |          |          |          |          |           |          |          |          |          |          |          |          |          |          |          |          |          |          |          |
| Satélite | NSS-5    | NSS-6    | NSS-7    | NSS-9    | NSS-10    | NSS-11   | NSS-12   | NSS-806  |          |          |          |          |          |          |          |          |          |          |          |
| Posição  | 50,5°E   | 95°E     | 20°W     | 177°W    | 37,5°W    | 108.2°E  | 57°E     | 40,5°W   |          |          |          |          |          |          |          |          |          |          |          |
| SES      |          |          |          |          |           |          |          |          |          |          |          |          |          |          |          |          |          |          |          |
| Satélite | SES-1    | SES-2    | SES-3    | SES-4    | SES-5     | SES-6    | SES-7    | SES-8    | SES-9    | SES-10   | SES-11   | SES-12   | SES-14   | SES-15   | SES-16   |          |          |          |          |
| Posição  | 101°W    | 87°W     | 103°W    | 22°W     | 5°E       | 40.5°W   | 108.2°E  | 95°E     | 108.2°E  | 67°W     | 105°W    | 95°E     | 47.5°W   | 129°W    | 21.5°E   |          |          |          |          |